# Lumbrineris futilis
Lumbrineris futilis är en ringmaskart som beskrevs av Johan Gustaf Hjalmar Kinberg 1865. Lumbrineris futilis ingår i släktet Lumbrineris, och familjen Lumbrineridae. Arten har ej påträffats i Sverige.